# Australian Women Pilots’ Association
Die Australian Women Pilots’ Association (AWPA) wurde am 16. September 1950 im Flughafengebäude von Bankstown, eine Vorstadt von Sydney in New South Wales, Australien von 53 Frauen gegründet. Initiatorin war die Flugpionierin Nancy Bird-Walton, die zur ersten Vorsitzenden der AWPA gewählt wurde.
Die Vorläuferin der AWPA waren Treffen von Pilotinnen auf Anregung von Bird-Walton im Jahr 1949, wo diese ihre Rolle im Verlauf des Zweiten Weltkriegs diskutierten, denn es war Pilotinnen nicht erlaubt, militärische Flugmaschinen zu steuern.
Die AWPA ist auf nationaler australischer und auf bundesstaatlicher Ebene organisiert. Diese australische Pilotinnenorganisation unterstützt die Interessen der Pilotinnen. Mitglied kann jede Pilotin werden, die im Besitz einer Fluglizenz ist. Sie setzt sich vor allem für die Gleichbehandlung und Bezahlung sowie Frauenrechte von Pilotinnen ein. Die Organisation hat ein finanzielles Förderprogramm zur Aus- und Weiterbildung einzelner Pilotinnen aufgelegt und schreibt Preiswettbewerbe aus.
Ihre Mitglieder halten national jährlich ein Treffen in der Dauer von vier Tagen ab sowie eine eintägige Jahresmitgliederversammlung.
Im Jahr 2001 gab es etwa 2000 Pilotinnen mit Lizenz in Australien.